# Ikast-Brande
El municipio de Ikast-Brande es un municipio (kommune) danés en la región de Jutlandia Central, cuya creación ocurrió en 2007. Su capital y mayor ciudad es Ikast.
Fue creado con la fusión de tres antiguos municipios: Ikast, Brande y Nørre-Snede. Se decidió bautizarlo con el nombre de sus dos mayores localidades. En el municipio de Ikast hubo protestas violentas de ciudadanos que querían integrarse a Herning, pero una comisión de arbitraje rechazó esa posibilidad en 2005. Por otro lado, hubo un plebiscito en la parroquia de Klovborg (municipio de Nørre-Snede) el 24 de mayo del mismo año para decidir entre integrarse a Iklast-Brande o a Horsens; finalmente la población se inclinó mayoritariamente por la primera opción.

## Localidades
| Localidades más pobladas de Ikast-Brande |             |                  |
| Nº                                       | Localidad   | Población (2012) |
| 1                                        | Ikast       | 15.625           |
| 2                                        | Brande      | 6.974            |
| 3                                        | Bording     | 2.303            |
| 4                                        | Engesvang   | 1999             |
| 5                                        | Nørre Snede | 1.888            |
| 6                                        | Ejstrupholm | 1.685            |
| 7                                        | Tulstrup    | 615              |
| 8                                        | Isenvad     | 606              |
| 9                                        | Klovborg    | 561              |
| 10                                       | Blåhøj      | 357              |